# Iglesia de San Vicente de Cardona
La antigua iglesia de San Vicente de Cardona (en catalán Sant Vicenç de Cardona) es un edificio del primer románico situada en el recinto amurallado del Castillo de Cardona, en Cardona (Barcelona). El arquitecto de la obra es desconocido, aun cuando se sabe que su contratante fue el vizconde Bermon y su impulsor el abad Oliba. La obra fue construida entre 1029 y 1040. 
Actualmente la iglesia se encuentra en un perfecto estado de conservación, siendo uno de los mejores testimonios de la arquitectura del primer románico catalán. Sin embargo, no tiene culto, y la parroquia de la localidad es la Iglesia de San Miguel (Cardona).

## Historia
Los primeros asentamientos humanos del complejo de Cardona datan de la época prerromana, siendo los íberos quienes poblaron principalmente la región. Sin embargo, el lugar cobró mayor importancia en la época carolingia, con la formación de la marca hispánica. En concreto, Luis el Piadoso, hijo de Carlomagno, ordenó en 798 la toma del Castrum Cardonam como lugar estratégico para la posterior toma de Barcino.
El primer testimonio de la existencia de una iglesia en el recinto de Cardona data del 980. Esta primitiva iglesia fue ampliada y mejorada entre 1029 y 1040 bajo el impulso del vizconde Bermón, siguiendo la estela de las reformas llevadas a cabo por el abad Oliba en otros centros religiosos catalanes como Ripoll, Cuixá, Vich o Canigó.
San Vicente se mantuvo como abadía canónica hasta 1592, año en el que se transforma en colegiata secular. Uno de sus primeros abades perteneció al linaje Orís. La conversión en 1794 del castillo en caserna militar forzó a la progresiva marcha de los monjes fuera de Cardona, hasta que el templo fue convertido finalmente en almacén.
San Vicente fue declarada monumento nacional en 1931 y restaurada en 1949 por el arquitecto Alexandre Ferrant.

## Descripción

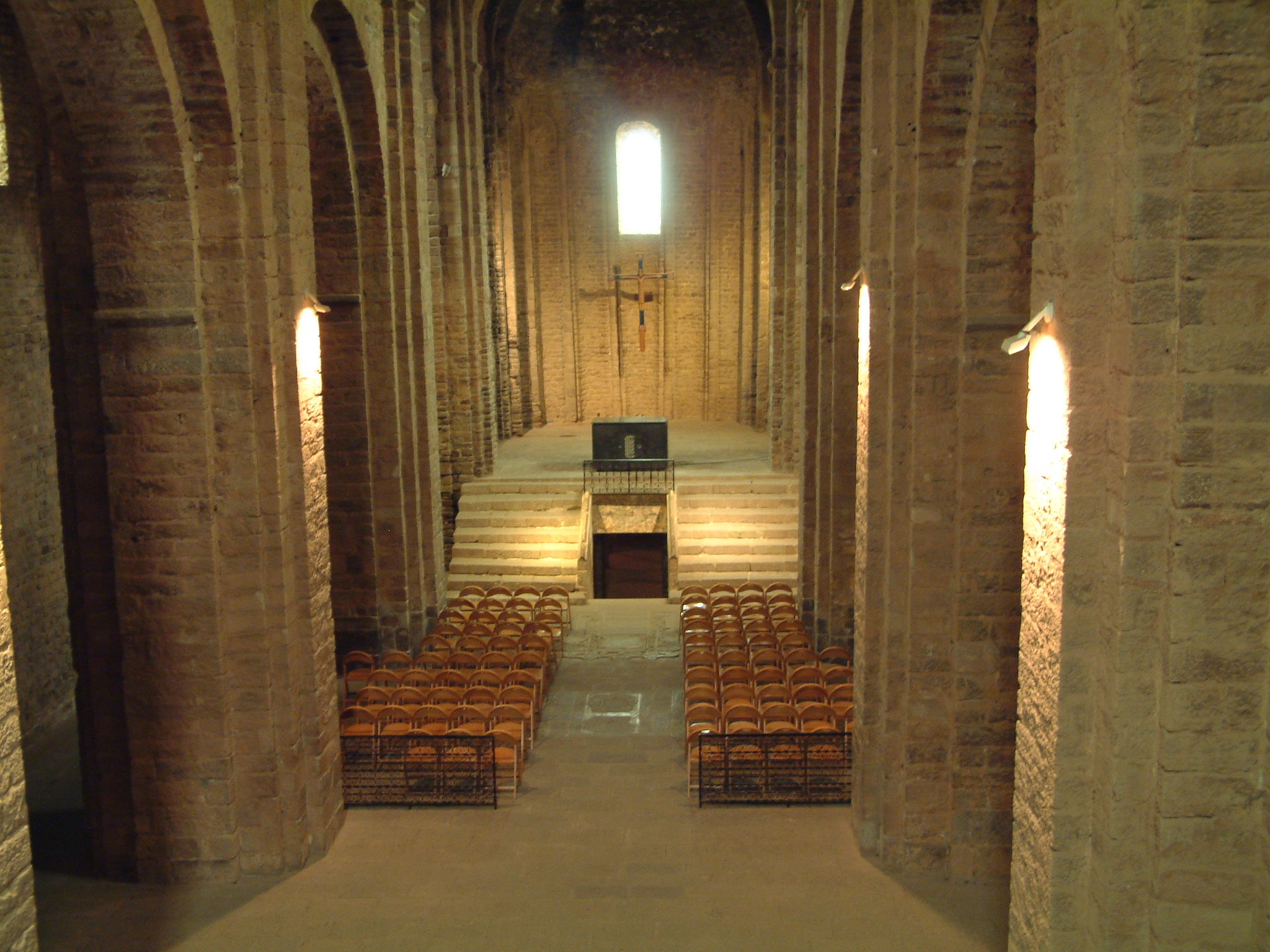
Nave de la iglesia de San Vicente, donde se aprecian las escaleras que suben al presbiterio a ambos lados de la entrada hacia la cripta.

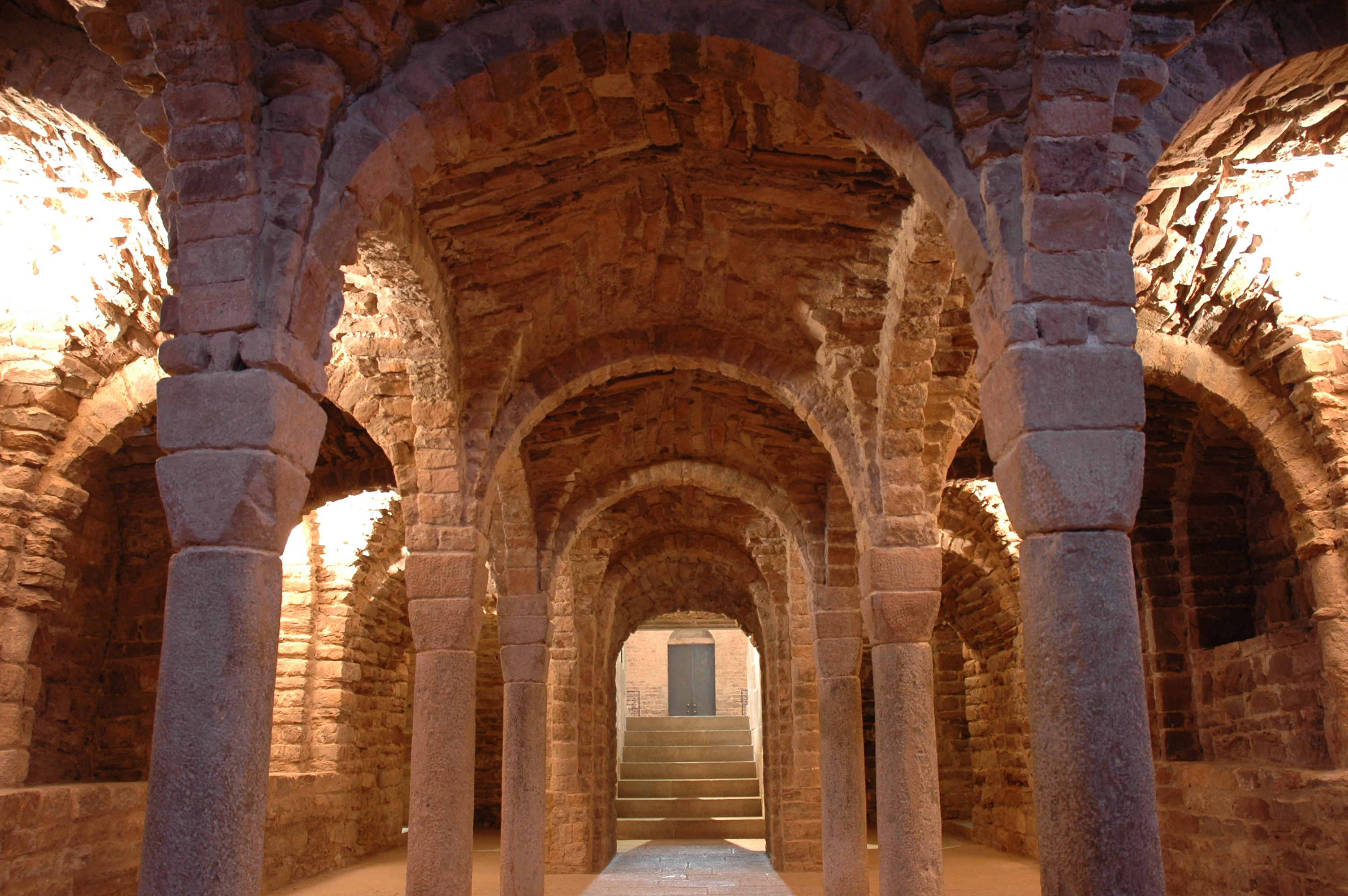
Cripta de la iglesia.

Sant Vicente de Cardona dispone de los elementos propios del románico catalán, diferenciándose de la arquitectura lombarda en la plena adopción de las estructuras románicas europeas: planta de cruz latina con tres naves, transepto y tres ábsides semicirculares. A la vez, sin embargo, dispone de algunos elementos típicos de la arquitectura lombarda, como la utilización del aparejo de piedra y decoración típicos lombardos. La iglesia mide más de diecinueve metros de altura, ofreciendo una vista monumental al espectador.
El espacio interior está dividido en tres naves: una nave central de mayor tamaño y dos naves laterales más pequeñas. En la zona más oriental de la iglesia las naves están cruzadas por el transepto, el cual, aunque es algo más ancho que las naves, no sobresale demasiado de la planta. Este transepto da a la iglesia la típica forma de cruz latina del románico. Las tres naves desembocan, en la zona más oriental del edificio, en tres ábsides semicirculares de diferente tamaño, acorde con el tamaño de las naves.
Todo el cuerpo del presbiterio y del ábside central queda elevado, ya que en su espacio inferior se encuentra 
una cripta, la planta de ésta consta de tres naves divididas por dos hileras de columnas monolíticas con capiteles piramidales sin ornamentación. Sobre ellas se encuentran unos bloques de piedra que sirven de suelo para el arranque de las bóvedas de arista que cubren la cripta.
En el espacio exterior destaca, principalmente, la línea recta, exceptuando los ábsides y las ventanas. La distribución de volúmenes exteriores es muy ordenada. Encontramos, pues, el cimborrio octogonal que corresponde a la cúpula, tres semicírculos que se corresponden con los ábsides, y paralelepípedos que corresponden con el transepto y las naves.
Se cree que en 1019, Bermon, reactivó una comunidad canónica que habitaba una abadía sita en el actual emplazamiento de la iglesia. La comunidad, la cual acaba deviniendo en agustiniana, estaba formada por un abad, doce canónigos y algunos sacerdotes.
La iglesia fue concebida con una finalidad eminentemente religiosa, como edificio de culto. Más tarde, en 1794, fue convertida en cuartel militar por el ejército español.